# منتهى الآمال
منتهی الآمال كتاب من تأليف المؤرخ والمحدّث الشيعي عباس بن محمد رضا القمي صاحب كتاب مفاتيح الجنان، وهو يعدّ من أبرز الباحثين في مجال السيرة والتاريخ. اسم الكتاب بالكامل هو «منتهى الآمال، في تواريخ النبي والآل»، ويتناول المؤلف فيه تاريخ المعصومين الأربعة عشر وسيرتهم.

## المؤلف
عباس بن محمد رضا القمي المعروف بـ «الشيخ عباس القمي» و«المحدث القمي» من كبار علماء الشيعة في القرن الرابع عشر للهجرة في مجال الحديث والتاريخ والوعظ والخطابة وله مؤلّفات عدّة في مختلف العلوم ومن أشهرها مفاتيح الجنان وسفينة البحار ومنتهى الآمال في تواريخ النبي والآل. توفي المحدّث القمي سنة 1359 هـ في مدينة النجف ودفن في الحضرة العلوية.

## محتوی الكتاب
يتمحور كتاب منتهی الآمال حول تاريخ حياة المعصومين الأربعة عشر مع بيان مناقبهم وفضائلهم وذلك في أربعة عشر بابا علی عددهم، وكل باب يشتمل على عدة فصول فمثلا الباب الأول جاء بعنوان «خاتم النبيين وسيد المرسلين محمد المصطفی» ويضم ستة فصول في بيان ولادته وأحواله وخلقه وشمائله ومعاجزه وغزواته وثم وفاته. يعدّ كتاب منتهى الآمال من أفضل كتب المقاتل وأدقّها من حيث السند والاعتبار وإعتمد المؤلف فيه على الأحاديث الصحيحة والمتواترة.
تم تأليف الكتاب في مجلدين. طبع جزئه الأول سنة 1344 هـ في خمسة أبواب في أحوال خمسة من المعصومين الاولی وهم النبي الأكرم والسيدة فاطمة الزهراء والإمام علي بن أبي طالب والإمام الحسن والإمام الحسين والجزء الثاني طبع بعد الأول في بقية الأئمة الإثني عشر.

## الترجمة
ترجم الكتاب من اللغة الفارسية إلی:
- اللغة العربية: بترجمة هاشم الميلاني‌.
- اللغة الأردويَّة: ترجمه صفدر حسين بن غلام سرور النجفي بعنوان أحسن المقال.[5]

## وصلات خارجية
- قراءة کتاب منتهی الآمال